# 中國人民解放軍特種部隊
中國人民解放軍特種部隊指分别隸屬於中国人民解放军陆军、海军、空军及火箭军的各特种作战单位，專門從事在局部戰爭中以高科技條件下實現快速反應作戰、突擊行動、反恐和情報收集。
每個戰區司令部都設有其特戰單位。這些部隊依賴外部支援執行任務。2022年，解放軍不少單位都從常規部隊改編為特戰單位，但這些部隊較像突擊部隊，而非真正意義上的特種部隊。
截至2022年，解放軍陸軍一共有15個特戰旅，海軍、空軍和火箭軍則各有1支特戰旅。

## 概論
中國人民解放軍最早於1980年代中期對現代特種作戰感興趣，並把作戰概念從過去的「人民戰爭」轉變為「在高技術條件下打一場局部戰爭」。解放軍的規劃者認為，未來的戰爭將會是短暫和快節奏的周邊衝突，而非在中國領土進行的一場全面戰爭，還有陸軍中的大多數傳統步兵並不能再滿足要求。
首支解放軍陸軍特戰單位於1990年代創立。
於2008年12月23日，解放軍海軍特戰單位的第一個公開任務是伴隨著三艘保護和護送商船的中國軍艦打擊索馬里海盜，並在聯合國授權的情況下與其他國家合作。
2013年解放軍特種部隊組建25周年之際，在錫林郭勒草原首次舉行了全軍各特種作戰部隊綜合性比武競賽「礪刃—2013」，比賽的難度、強度和險度都高於國際特種兵比武競賽，在賽場新聞片段顯示電腦化的 05式先進步槍已經少量裝備特種部隊。最後陸軍第39集團軍特種作戰團（東北虎）經8晝夜比拼，奪得8金5銀6銅，金牌、獎牌總數全軍第一。
2016年解放軍全部特種部隊成員約16.5萬人，第38集團軍和第31集團軍的特戰旅還分別編有一個女子特戰連，總規模世界第一。

## 組織
解放軍特種部隊主要分為2,000—3,000兵力規模的旅級單位或1,000—2,000兵力的團級單位。旅級特戰單位跟常規解放軍陸軍旅級單位一樣是按照“旅-營-連-隊”的等級制度由內部組織而成，特點是小隊指揮官會被下放較少的權力。比起「面向任務」的指揮方式，解放軍特種部隊傾向使用傳統的「集中式」指揮方式。
與美國和許多西方國家不同，中國並未建立一個國家級的特戰司令部，解放軍特種部隊目前是由各戰區司令部指揮。每個集團軍各包含一個特戰旅。各支部隊按照其所在位置和分支分配不同的任務。
每個特戰旅都有一個半正式的暱稱和編號（通常與其所屬的集團軍相同）。除了陸軍以外，解放軍海軍、空軍和火箭軍都有自己的特戰單位。

## 部队组成
陆军、海军、空军、火箭军共有17支旅级，1支团级整建制特战部队。
- 中国人民解放军陆军
  - 旅或团级整建制特战部队
    - 东部战区 第71集团军特种作战第71旅（海鲨）
    - 东部战区 第72集团军特种作战第72旅（霹雳）
    - 东部战区 第73集团军特种作战第73旅（东海飞龙）
    - 南部战区 第74集团军特种作战第74旅（南国利剑）
    - 南部战区 第75集团军特种作战第75旅（丛林猛虎）
    - 西部战区 第76集团军特种作战第76旅（雪枫）
      - 第八连 （天狼突击队）

    - 西部战区 第77集团军特种作战第77旅（西南猎豹）
    - 北部战区 第78集团军特种作战第78旅（血狼）
    - 北部战区 第79集团军特种作战第79旅（雄狮）
    - 北部战区 第80集团军特种作战第80旅（雄鹰）
    - 中部战区 第81集团军特种作战第81旅（猎豹）
    - 中部战区 第82集团军特种作战第82旅（响箭）
    - 中部战区 第83集团军特种作战第83旅（中原猛虎）
    - 新疆军区 特种作战第84旅（昆仑利刃）
    - 西藏军区 特种作战第85旅（高原雪豹）

  - 营级或营以下编制的特战部队
    - 各集团军各旅侦察营
    - 中國人民解放軍駐香港部隊合成旅特种作战营
    - 中國人民解放軍駐澳門部隊特种作战连
- 中国人民解放军海军
  - 旅或团级整建制特战部队
    - 海军陆战队第七旅（蛟龙突击队）

  - 营级或营以下编制的特战部队
    - 海军陆战队第1旅侦察营
    - 海军陆战队第2旅侦察营（原陆战第164旅两栖侦察特战队南国雄狮）
    - 海军陆战队第3旅侦察营
    - 海军陆战队第4旅侦察营
    - 海军陆战队第5旅侦察营
    - 海军陆战队第6旅侦察营[8]
- 中国人民解放军空军
  - 旅或团级整建制特战部队
    - 空降兵军特种作战旅（雷神）
- 中国人民解放军火箭军
  - 旅或团级整建制特战部队
    - 火箭軍特种作战团（利刃）

## 能力
所有解放軍特戰單位同時具備空降和空中突擊能力。由於這些特戰單位具備較少專門的支援基礎設施，故他們主要依賴戰區進行後勤，以及利用外部資源執行任務。中國人民解放軍空降兵軍為所有特戰單位提供戰術縱深、撤退和補給。特戰部隊在敵後的行動受到常規部隊支援能力有限的限制。他們和常規旅在指揮和控制方面也面臨類似的問題，包括特戰旅內部以及特戰部隊與常規部隊之間的通訊。
根據陳和烏斯諾於2022年發表的報告指出，大部分解放軍特戰旅的指揮架構和任務性質比較接近美國陸軍遊騎兵而不是三角洲部隊。
解放軍各軍種間的特戰部隊聯合訓練很少見，解放軍陸軍特種部隊與解放軍空軍的聯合訓練則挺為常見。

## 獎項
- 在2009年於斯洛伐克舉行的國際軍事競賽中奪得8個冠軍和6個亞軍[12]。
- 在2010年的狙擊手世界杯中獲得季軍，並在2011年的狙擊手世界杯中獲得冠軍[13]。
- 在由約旦武裝部隊於阿卜杜拉二世國王特種作戰訓練中心舉辦的第五次勇士比賽中整體表現最佳[14]。
- 2015年哈薩克斯坦舉行國際特種侦察兵競賽，雷神突擊隊奪得外國參賽隊第一名[來源請求]。

## 已知裝備

### 個人武器

#### 手槍
| 武器名稱   | 原產地         | 備註   |
| ---------- | -------------- | ------ |
| QSZ-92 5.8 | 中华人民共和国 | -      |
| 54式       | 中华人民共和国 | 已退役 |
| 77式       | 中华人民共和国 | 已退役 |
| QSZ-92 9   | 中华人民共和国 | -      |
| QSZ-92A 9  | 中华人民共和国 | -      |
| QSZ-92B 9  | 中华人民共和国 | -      |
| QSZ-92C 9  | 中华人民共和国 | -      |

#### 衝鋒槍
| 武器名稱 | 原產地         | 備註   |
| -------- | -------------- | ------ |
| 79式     | 中华人民共和国 | 已退役 |
| 85式     | 中华人民共和国 | 已退役 |
| CS/LS2   | 中华人民共和国 | -      |
| CS/LS5   | 中华人民共和国 | -      |
| QCW-05   | 中华人民共和国 | -      |
| 06式     | 中华人民共和国 | -      |
| QCQ-171  | 中华人民共和国 | -      |

#### 突擊步槍
| 武器名稱 | 原產地         | 備註                |
| -------- | -------------- | ------------------- |
| 81-1式   | 中华人民共和国 | 已退役              |
| QBZ-03   | 中华人民共和国 |                     |
| QBZ-95   | 中华人民共和国 | 包括衍生型QBZ-95B   |
| QBZ-95-1 | 中华人民共和国 | 包括衍生型QBZ-95-1B |
| 56C式    | 中华人民共和国 | 已退役              |
| QBZ-191  | 中华人民共和国 | 包括衍生型QBZ-192   |
| QTS-11   | 中华人民共和国 |                     |

#### 狙擊步槍
| 武器名稱     | 原產地         | 備註 |
| ------------ | -------------- | ---- |
| 85式         | 中华人民共和国 | -    |
| QBU-88       | 中华人民共和国 | -    |
| CS/LR3       | 中华人民共和国 | -    |
| CS/LR4       | 中华人民共和国 | -    |
| CS/LR35      | 中华人民共和国 | -    |
| 奧爾西T-5000 | 俄羅斯         | -    |
| 10式         | 中华人民共和国 | -    |
| QBU-191      | 中华人民共和国 | -    |
| QBU-201      | 中华人民共和国 | -    |
| QBU-202      | 中华人民共和国 | -    |
| QBU-203      | 中华人民共和国 | -    |

#### 輕機槍／通用機槍
| 武器名稱 | 原產地         | 備註   |
| -------- | -------------- | ------ |
| 81式     | 中华人民共和国 | 已退役 |
| QJB-95   | 中华人民共和国 | -      |
| QJB-95-1 | 中华人民共和国 | -      |
| 80式     | 中华人民共和国 | -      |
| QJY-88   | 中华人民共和国 | -      |
| QJY-201  | 中华人民共和国 | -      |

#### 霰彈槍
| 武器名稱 | 原產地         | 備註 |
| -------- | -------------- | ---- |
| 97式     | 中华人民共和国 | -    |
| QBS-09   | 中华人民共和国 | -    |

#### 特種槍械
| 武器名稱       | 原產地         | 備註   |
| -------------- | -------------- | ------ |
| 91式匕首槍     | 中华人民共和国 | -      |
| 67式微声手枪   | 中华人民共和国 | 已退役 |
| 06式微声手枪   | 中华人民共和国 | -      |
| QBS-06水下步槍 | 中华人民共和国 | -      |

### 個人裝備
- 作戰服
  -  07式迷彩服
  -  21式迷彩服
  - ／ MultiCam迷彩作戰服
- 戰術背心
- 攜板背心
  -  19式個人攜行具系統
- 戰術頭盔
  -  03式頭盔
  -  15A式頭盔
  -  Ops-Core FAST系列或仿製版
  -  Team Wendy Exfil或仿製版
- 夜視儀
  -  BNVD-1431
- 抗噪耳機
  -  Earmor M32
  -  3M Peltor Comtac系列或仿製品
  -  FCS AMP
- 無線電
- 戰鬥刀
- 各種手榴彈

## 外部連結
- Sinodefence.com